# Felix von Hartmann
Felix von Hartmann (15 de dezembro de 1851 - 11 de novembro de 1919) foi um prelado alemão, que foi arcebispo de Colônia de 1912 a 1919.

## Vida
Felix von Hartmann nasceu em Münster, filho do segundo casamento do oficial do governo Albert von Hartmann. A família era próxima da aristocracia vestfaliana e serviu de maneira similar aos tradicionais servidores públicos prussianos.
Depois de terminar seus cursos no Gymnasium Paulinum na Vestfália, freqüentou o colégio católico romano Collegium Augustinianum Gaesdonck, onde Hermann Dingelstad, mais tarde bispo de Münster, foi seu professor. Em 1870, ele se matriculou em uma escola teológica na Vestfália e, em 19 de dezembro de 1874, foi ordenado sacerdote. Porque a "Kulturkampf" ("guerra cultural") tornou impossível o emprego na Alemanha, ele foi para Roma, onde se tornou capelão de S. Maria dell'Anima, a igreja alemã em Roma, e simultaneamente iniciou seus estudos sobre o direito canônico.. Em 1877 ele ganhou o título de doutor em direito canônico e retornou à Vestfália em 1879, onde se tornou capelão nas paróquias de Havixbeck e Emmerich.
Em 1890, tornou-se secretário e capelão de Dingelstad, por essa época bispo de Münster. Ele subiu nas fileiras da Igreja, servindo como conselheiro da cúria episcopal de Münich, 1895-1905; cânon do capítulo da catedral de Münster, 1903-1905; vigário geral de Münster, 30 de outubro de 1905–1911; decano do capítulo e vigário capitular, 1910; e protonotary apostolic ad instar participantium, 20 de dezembro de 1907.
Ele foi preparado, com base na nomeação real, para ser promovido ao episcopado de Münster, onde foi promovido a reitor em 1911. Tendo grande influência na política da igreja, porque o bispo confiava nele completamente, ele tinha uma certa visão sobre o reforma do catolicismo, que mais tarde ele nunca desistiu. Como sua influência era bem conhecida, sua eleição para o bispado de Münster em 6 de junho de 1911 não surpreendeu ninguém. Apesar da desaprovação do governo real por suas visões ultramontanas, ficou impressionado com seus modos sábios e educados, suas excelentes maneiras, bem como sua nobre descendência. Sua confirmação papal ocorreu em 27 de julho e sua ordenação como bispo pelo arcebispo de Colônia, Anton Fischer, em 26 de outubro em Münster.
Em 29 de outubro de 1912, von Hartmann foi selecionado como arcebispo de Colônia e foi entronizado em 19 de abril de 1913. Em 2 de maio de 1914, o Papa Pio X fez dele um cardeal . De 1914 até sua morte, ele foi o líder da Conferência dos Bispos Alemães em Fulda.
Quando chegou a Colônia, no auge da greve sindical, sua principal preocupação eram as organizações operárias católicas. Nesta edição, ele conseguiu assumir uma atitude flexível e, a partir de 1913, ele também endossou abertamente os sindicatos interdenominacionais. Considerando que ele encontrou apoio para sua postura em Colônia e em alguns outros lugares muitos outros consideraram sua opinião como uma facada nas costas. O cardeal Kopp até tentou bloquear sua ordenação cardinal por causa disso.
Freqüentemente, e certamente com precisão, descrito como patriótico e leal à monarquia, os que o rodeavam sempre o viam como um conservador político, dado que sua restrição com referência ao Partido do Centro é autoexplicativa. Além disso, ele não apoiou a abolição do "Dreiklassenwahlrecht", um sistema que alocava direitos eleitorais de acordo com a quantidade de impostos pagos, porque temia que isso beneficiaria os social-democratas (SPD).
Ele estava convencido da legitimidade da Primeira Guerra Mundial e em 1915 foi pessoalmente a Roma explicar a opinião do governo alemão sobre a questão belga. O avesso ao risco e tímido em conflito, Hartmann, procurou dessa maneira escapar a qualquer preço do cardeal belga Mercier. Quando Mercier pediu ao episcopado alemão em 1916 que inocentasse a população belga do opróbrio da guerra partidária, Hartmann dificilmente poderia ser impedido de fazer uma declaração pública em resposta, o que teria levado o episcopado ao debate polêmico nacionalista.
Em geral, Felix von Hartmann cuidou da cura das almas , dos prisioneiros de guerra e da misericórdia para muitos estrangeiros condenados pelos tribunais de guerra alemães. Portanto, ele viajou para a Frente Ocidental no verão de 1916 e continuou a manter bons contatos com o Kaiser Guilherme II, mesmo após a queda do Império Alemão.
Em meados de setembro de 1919, Hartmann adoeceu com telhas no lado esquerdo da cabeça, o que levou rapidamente à paralisia da metade esquerda do rosto. No início de novembro, ele contraiu pneumonia também, o que levou à sua morte nas primeiras horas da manhã de 11 de novembro de 1919 em Colônia, na Alemanha.
Hartmann está enterrado na catedral metropolitana de Colônia.